# Медаль Merentibus
Медаль Merentibus (Заслуженим; пол. Medal Merentibus) — одна з найдавніших нагород Речі Посполитої (з 1766 року).

## Історія
Медаль Merentibus заснована останнім королем польським та Великим князем Литовським і Руським Станіславом-Августом Понятовським у 1766 році для нагородження за заслуги в галузі науки, культури, винахідництва та розвитку промисловості і торгівлі в Речі Посполитій, в яку входили польські, українські, литовські, білоруські землі.
Медаль виготовляли із золота, срібла та бронзи. На лицьовій стороні медалі в центральній її частині поміщено зображення погруддя короля Станіслава Августа Понятовського, оточене написом з виступаючими літерами латинською мовою: STANISLAUS AUGUSTUS DEI GRATIA REX POLONIAE MAGNUS DUX LITHUANIAE (Станіслав Август Божою милістю король Польщі, великий князь Литви). На зворотному боці медалі в центральній її частині зображено лавровий вінок, переплетений гілками дуба та лавра, над яким розташований напис латинською мовою: MERENTIBUS (Заслужений).